# Горошинський Валерій Володимирович
Валерій Володимирович Горошинський (нар. 16 вересня 1994, Грозний, Чечено-Інгушська АРСР, РРФСР) — радянський, російський та український футболіст, захисник.

## Життєпис
Вихованець грозненського «Терека». У його складі розпочав дорослу кар'єру. Потім виступав за інші команди другої ліги. У 1991 році переїхав в Україну. Три сезони провів у Вищій лізі, де виступав за «Ниву» (Тернопіль) і «Верес». Всього в еліті українського футболу Горошинський провів 75 матчів, в яких відзначився одним голом.
З 1996 по 2000 роки грав за «Ангушт». Завершив кар'єру в 37 років в підмосковному «Фабусі».
У 2015 році Валерій Горошинський входив до тренерського штабу молдовської «Дачії». У цій команді також працював адміністратором. Паралельно брав участь у ветеранських турнірах. 

## Сім'я
Старший брат Олександр (нар. 1959) також футболіст, тренер. Виступав на позиції воротаря.